# گمیش‌آباد
گمش‌آباد یکی از روستاهای استان آذربایجان شرقی است که در دهستان گویجه بل بخش مرکزی شهرستان اهر واقع شده‌است.این روستا ۱۵۸ نفر جمعیت دارد.

## لغت نامه دهخدا
گمش آباد. [ گ ُ م ُ ] (اِخ ) دهی است از دهستان بخش مرکزی شهرستان اهر که در ۲۰۵۰۰ گزی جنوب باختری اهر و ۱۵۰۰ گزی راه شوسه ٔ تبریز به اهر واقع شده است . هوای آن معتدل و سکنه ٔ آن ۳۱۵ تن است . آب آن از چشمه تأمین میشود. محصول آن غلات و حبوبات و شغل اهالی زراعت و گله داری و صنایع دستی آنان فرش و گلیم بافی است . راه گمش آباد مالرو است .

## جمعیت
این روستا  جزء دهستان گویجه بل، بخش مرکزی شهرستان اهر،و براساس سرشماری مرکز آمار ایران در سال ۱۳۸۵، جمعیت آن 158 نفر (28خانوار) بوده‌است.
جمعیت ساکن روستا در فصل های سرد و گرم سال متغیر بوده و بدلیل مهاجرت به شهرهای بزرگ از جمله تهران و تبریز در فصول گرم جمعیت آن بیشتر است.